# Salix calliantha
Espèce
Classification APG III (2009)
Salix calliantha, le Saule rouge, est une espèce de plantes à fleurs de la famille des Salicaceae. C'est un saule utilisé en vannerie.

## Synonymie
- Salix x callientha Kern
- Salix purpurea subsp. purpurea Jos. Kern

## Description
Salix calliantha est un hybride indigène de Salix purpurea par Salix daphnoides. C'est un grand arbuste aux rameaux pruineux et au feuillage fin qui peut atteindre 7 m de haut. Il porte des chatons de taille moyenne. Ses feuilles mesurent une dizaine de centimètres de long et la couleur rouge de son écorce, quand elle jeune, est appréciée par les vanniers. Il supporte assez bien le sec.
La floraison a lieu en février-mars.